# Pandolfello Piscopo
Pandolfello Piscopo, também conhecido como Pandolfelli Alopo (? — setembro de 1415) foi um político italiano da corte da rainha Joana II de Nápoles.

## Biografia
Dito Alopo por sua calvície, ele era o favorito da rainha de Nápoles, Joana II, e ocupou o cargo de  grão-carmelengo em sua corte. Em 1414, ele rivalizou com o condottiere Giacomo Attendolo conhecido como "Muzio", que ao ser chamado pela rainha ao seu serviço é aprisionado. Pandolfello concedeu a sua irmã Caterina, conhecida como "Catella" (? -1418) a Muzio, que deu três filhos ao condottiere: assim, através de Muzio, ele pretendia fortalecer sua posição no reino. Em agosto de 1415, Joana II casou-se com Giacomo II de Bourbon, destinado pelos pactos a ser somente duque de Calabria e príncipe de Taranto. Chegando em Nápoles, ele foi aclamado rei pelos barões, que pretendiam se livrar de Pandolfello e Muzio Sforza. Preso, Pandolfello foi decapitado em setembro do mesmo ano.